# Magrava
Con el nombre de Magrava, Magrawa, Maghrawa, Maghraoua o Meghrawa (en lengua bereber imghrawn) se conoce a un grupo bereber zanata originario del centro-oeste de la actual Argelia, que en el siglo VII fueron de los primeros en convertirse al islam y apoyaron a Uqba ibn Nafi en su campaña hasta el Atlántico. Desde el siglo VIII fueron jariyitas, se aliaron con los idrísidas, y posteriormente, en el siglo X, con los omeyas de Córdoba, que se oponían al control fatimí de la región del Magreb, consiguiendo sobre estos una victoria militar en el 924. No obstante, cambiaron de alianzas, pasando a apoyar a los fatimíes y luego otra vez a los omeyas. Desplazados hacia el interior del actual Marruecos por los ziríes, tomaron en el 980 la ciudad caravanera de Siyilmasa. Allí se establecieron como una dinastía reinante (independizados del Califato de Córdoba). Fueron derrocados por los almorávides en el siglo XI.
Los gobernantes de la dinastía maghrawa fueron:
- Mohamed Ibn Al Khayr,  970.
- Attia, 986-988.[1]
- Ziri ibn Atiyya,  989-1001.[1]
- El Moez Ibn Attia,  1001-1026.[1]
- Hammama Ibn El Moez, 1026-1033 y  1038-1040.[1]
- Abou Attaf Donas Ibn Hamama, 1040-1059.[1]
- Fotoh Ibn Donas,  1059-1062.[1]
- Ajissa Ibn Donas,  1059-1061.[1]
- Muanneser,  1065.[1]
- Temim, 1067-1068.[1]